# La Haine (film, 1910)

La Haine est un film muet français réalisé par Albert Capellani et sorti en 1910.

## Fiche technique
- Réalisation : Albert Capellani
- Société de production :  Pathé Frères
- Pays : France
- Format : Muet - Noir et blanc - 1,33:1 - 35 mm
- Durée : inconnue
- Date de sortie : 
  -  France - 1910

## Distribution
- Paul Capellani
- Harry Baur